# Bán thần

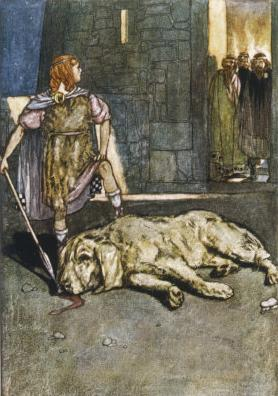
"Cuchulain giết chết chó săn". Minh họa bởi Stephen Reid từ Eleanor Hull's The Boys 'Cuchulain, 1904

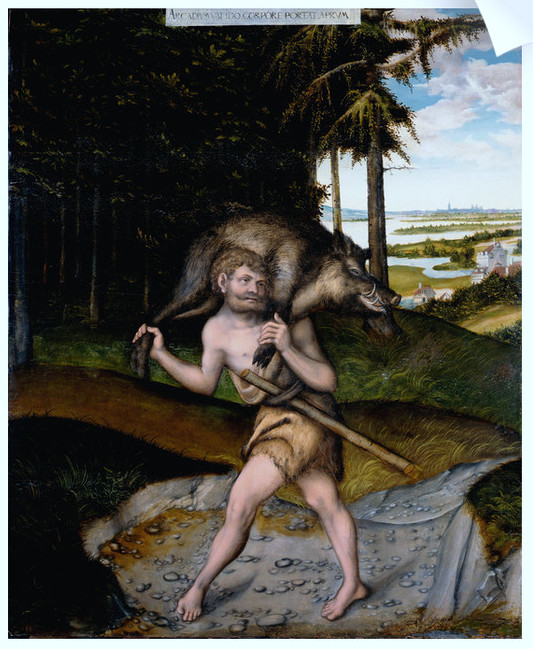
Bán thần Heracles là con của Thần zeus và một người phàm

Bán thần (tiếng Anh: demigod), họ con của một vị thần và một con người , hay là con người và sinh vật được ban cho trạng thái thần thánh sau khi chết, hoặc một người nào đó đã đạt được giác ngộ tâm linh. Một bán thần bất tử thường có địa vị thành hoàng và được sùng bái tôn giáo, trong khi bán thần phàm trần là một người đã chết, nhưng được biết đến như một anh hùng huyền thoại trong các tôn giáo đa thần khác nhau. Theo nghĩa bóng, bán thần dùng để mô tả một người có tài năng hoặc khả năng vượt trội đến mức họ dường như trở thành thần. Thuật ngữ bán thần không chỉ dành gọi cho vị nam thần mà còn gọi cho các vị nữ thần.
Bán thần được xếp vào tầng lớp á thần (thần hạng hai).

## Từ nguyên

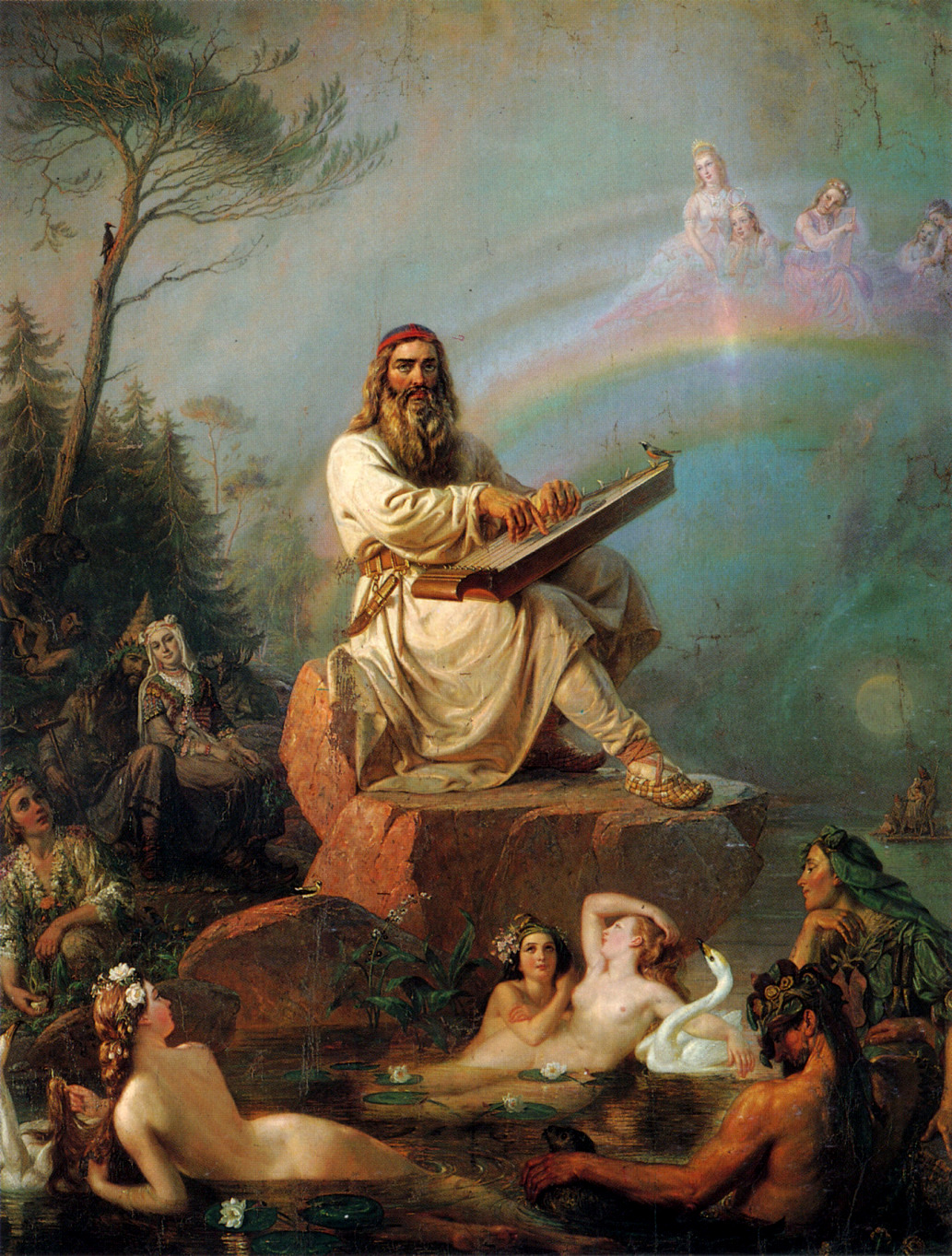
Väinämöinen, nhân vật trung tâm trong văn học dân gian Phần Lan và là nhân vật chính trong sử thi quốc gia Kalevala của Elias Lönnrot là một bán thần già và khôn ngoan, người sở hữu một giọng hát ma thuật, mạnh mẽ. Bức tranh Väinämöinen's Play by Robert Wilhelm Ekman, 1866.

Bán thần (半神) trong từ Hán Việt có nghĩa là "nửa thần" (bán nghĩa là một nửa), bắt nguồn từ thuật ngữ tiếng Anh "demi-god" là cách gọi của từ tiếng Latinh semideus". Nhà thơ La Mã, Ovid có lẽ đã đặt ra từ semidus để đề cập đến các vị thần ít quan trọng hơn.

## Cổ điển
Trong Hy Lạp và La Mã cổ đại, khái niệm bán thần không có định nghĩa nhất quán và thuật ngữ liên quan hiếm khi xuất hiện.
Việc sử dụng thuật ngữ này được ghi nhận sớm nhất trong các văn bản do các nhà thơ Hy Lạp cổ đại là Homer và Hesiod. Cả hai đều mô tả những anh hùng đã chết là hemitheoi, là "nửa thần". Trong những trường hợp này, từ này không có nghĩa đen là những nhân vật này có cha mẹ là thần thánh và kết hôn với một người phàm .Thay vào đó, những người thể hiện "sức mạnh, quyền lực, gia đình tốt và hành vi tốt" được gọi là anh hùng, và sau khi chết họ được gọi là hemitheoi, một kiểu "anh hùng hóa". Pindar cũng thường xuyên sử dụng thuật ngữ này như một từ đồng nghĩa với "anh hùng".
Theo tác giả người La Mã Cassius Dio, Thượng viện La Mã đã tuyên bố Julius Caesar là bán thần sau chiến thắng năm 46 trước Công nguyên tại Thapsus. Tuy nhiên, Dio đã viết vào thế kỷ thứ ba CN - nhiều thế kỷ sau cái chết của Caesar - và các nhà phê bình hiện đại đã nghi ngờ về việc liệu có chuyện này hay không.
Người La Mã đầu tiên sử dụng thuật ngữ "bán thần" là nhà thơ Ovid (17 hoặc 18 CN), ông đã sử dụng từ semideus trong tiếng Latinh nhiều lần để chỉ các vị thần nhỏ. Nhà thơ Lucan (39-65) cũng sử dụng thuật ngữ này để nói về việc Pompey trở thành thần thánh sau khi chết vào năm 48 TCN.  Trong thời cổ đại sau này, nhà văn La Mã Martianus Capella (fl.410-420) đã đề xuất một hệ thống phân cấp của các vị thần như sau:
- Các vị thần chính
- Genii hoặc daemone
- Các bán thần hoặc bán tinh (sống trên cao)
- Vong linh và bóng ma của các anh hùng (sống ở tầng thấp)
- các vị thần cư ngụ trên trái đất như faun và satyr

## Người Celt
Chiến binh Celtic CúChulainn, một nhân vật chính trong sử thi dân tộc Ailen, Táin Bo Cuailnge, được xếp hạng như một anh hùng hoặc một bán thần.
Anh là con trai của thần Ireland Lugh và công chúa phàm trần Deichtine. 

## Ấn Độ giáo
Trong Ấn Độ giáo, thuật ngữ bán thần được sử dụng để chỉ các vị thần từng là con người và sau đó trở thành thần. Có hai bán thần đáng chú ý trong Kinh thánh Vệ Đà:
Nandi (thần Shiva),và Garuda (chiến mã thần của Vishnu) Ví dụ về các bán thần được tôn thờ ở Nam Ấn Độ là Madurai Veeran và Karuppu Sami.
Các anh hùng trong sử thi Hindu Mahabharata, năm anh em nhà Pandava, phù hợp với định nghĩa của phương Tây về bán thần mặc dù họ thường không được gọi như vậy. Nữ hoàng Kunti, vợ của Vua Pandu, đã được ban cho một câu thần chú, khi niệm ra, có nghĩa là một trong những vị thần sẽ ban cho bà đứa con của mình. Khi chồng bà bị nguyền rủa sẽ chết nếu ông có quan hệ tình dục, Kunti đã sử dụng thần chú này cho chồng mình những đứa con do các vị thần khác nhau làm cha. Những đứa trẻ này là Yudhishthira (con của Dharmaraj), Bhima (con của Vayu) và Arjuna (con của Indra). Bà đã dạy thần chú này cho Madri, người vợ khác của Vua Pandu, và bà đã mang thai một cách bất ngờ hai cậu con trai sinh đôi tên là Nakula và Sahadeva (con của người Asvins). Nữ hoàng Kunti trước đây đã mang thai một người con trai khác, Karna, khi bà đã thử nghiệm câu thần chú. Bất chấp sự phản đối của bà, thần mặt trời Surya vẫn bị thần chú ép buộc phải tẩm bổ cho. Bhishma là một nhân vật khác phù hợp với định nghĩa phương Tây về bán thần, vì ông là con trai của vua Shantanu và Nữ thần Ganga.
Các Vaishnavite (dịch là "bán thần") trích dẫn nhiều câu khác nhau nói về địa vị cấp dưới của các vị thần. Ví dụ, Rig Veda (1.22.20) đọc, "oṃ tad viṣṇoḥ paramam padam sadā paśyanti sūrayaḥ", có nghĩa là "Tất cả các vị thần [tức là các vị thần] luôn luôn nhìn về phía chân của Thần Vishnu". Tương tự như vậy, trong Vishnu Sahasranama, những câu kết luận, được đọc, "Các Rishis [các nhà hiền triết vĩ đại], tổ tiên, các vị thần, các nguyên tố vĩ đại, trên thực tế, tất cả mọi thứ chuyển động và bất động cấu thành vũ trụ này, đều có nguồn gốc từ Narayana," (tức là, Vishnu). Do đó, các thần phải phụ thuộc vào Vishnu.
A. C. Bhaktivedanta Swami Prabhupada, người sáng lập Hiệp hội Quốc tế về Ý thức Krishna (ISKCON) dịch từ tiếng Phạn "deva" là "bán thần" trong văn học của mình khi thuật ngữ này đề cập đến một vị Chúa không phải là Chúa tối cao. Điều này là do truyền thống ISKCON dạy rằng chỉ có một Chúa tối cao và tất cả những người khác đều là tôi tớ của Ngài. Trong một nỗ lực để nhấn mạnh sự tồn tại của họ, Prabhupada sử dụng từ "bán thần" như một bản dịch của deva. Tuy nhiên, có ít nhất ba lần xuất hiện trong chương thứ mười một của Bhagavad-Gita, nơi từ deva, được sử dụng để chỉ Chúa Krishna, được dịch là "Thiên Chúa". Từ deva có thể được sử dụng để chỉ Chúa tối cao, các thiên thể và linh hồn thánh thiện tùy thuộc vào ngữ cảnh. Điều này tương tự với từ Bhagavan, được dịch theo các ngữ cảnh khác nhau.

## Trung Quốc
Trong số các bán thần trong thần thoại Trung Quốc, Nhị lang thần và Chen Xiang là nổi bật nhất. Trong Tây Du Ký, em gái của Ngọc Hoàng là Dao Cơ đã xuống cõi phàm trần và sinh ra một đứa trẻ tên là Dương Tiễn. Cuối cùng ông lớn lên để trở thành một vị thần được gọi là Nhị lang thần.
Chen Xiang là cháu của Nhị lang thần, mẹ ông là Tam Thánh Mẫu, cha của ông là một học giả phàm nhân.

## Thần thoại Philippines
Trong các tôn giáo bản địa có nguồn gốc từ Philippines, các bán thần xuất hiện rất nhiều trong các câu chuyện dân tộc khác nhau. Nhiều bán thần này ngang hàng với các vị thần và nữ thần chính về quyền lực và tầm ảnh hưởng. Ví dụ đáng chú ý bao gồm Mayari, nữ thần mặt trăng Tagalog, người cai quản thế giới mỗi đêm, Tala, nữ thần sao Tagalog, Hanan, nữ thần buổi sáng Tagalog, Apo Anno, một anh hùng á thần Kankanaey,Oryol, một nữ thần nửa người nửa rắn Bicolano, mang lại hòa bình cho vùng đất sau khi đánh bại tất cả quái thú ở Ibalon, Laon, một bán thần Hiligaynon có thể nói chuyện với động vật và đánh bại con rồng điên ở núi Kanlaon,Ovug, một bán thần sấm sét của người Ifugao, Takyayen, một bán thần Tinguian và là con trai của nữ thần sao Gagayoma,và ba người con trai của á thần Suludnon của Alunsina, đó là Labaw Dongon, Humadapnon và Dumalapdap.

## Hiện nay
Thuật ngữ bán thần lần đầu tiên xuất hiện trong tiếng Anh vào cuối thế kỷ XVI đầu thế kỷ XVII, khi nó được sử dụng để biểu thị khái niệm semideus và daemon trong tiếng Hy Lạp và La Mã. Kể từ đó, nó thường được áp dụng theo nghĩa bóng cho những người có khả năng phi thường. John Milton nói trong Paradise Lost rằng các thiên thần là á thần.
Trong sê-ri Hercules của Disney, dựa trên bộ phim năm 1997, trong khi nhân vật chính chỉ là người phàm trong phim dài, anh lại là một bán thần trong sê-ri. Anh ta cũng có những người anh em họ xuất hiện trong bộ truyện, như Triton, con trai của Poseidon. 
Bán thần là những nhân vật quan trọng trong cuốn sách Percy Jackson của Rick Riordan, trong đó nhiều nhân vật, bao gồm cả chính Percy Jackson, là bán thần. Trong tác phẩm của Riordan, bán thần được định nghĩa là một cá thể được sinh ra từ một con người và một cha mẹ thiêng liêng.